# Stenichneumon inexspectatus
Stenichneumon inexspectatus là một loài tò vò trong họ Ichneumonidae.